# 妙楽寺 (岡山市)
妙楽寺（みょうらくじ）は、岡山県岡山市中区平井にある日蓮宗の寺院。山号は沖邑山。旧本山は平井妙広寺、奠師法縁(奠統会)。清正公をまつる。
区内には妙龍寺、大林寺、妙広寺、通力寺等がある。

## 歴史
天正年間（1573年‐1591年）常林院日祥（妙広寺2世実乗院の弟子という）が真言寺院の極楽寺を改宗し妙広寺の末寺として創建した。

## 境内
- 本堂　江戸時代中期の建築。
- 祖師堂　梁間二間桁行二間半。
- 山門　薬医門の形式の門。
- 庫裡

## 歴代
- 常林院日祥